# Деніел Джейкоб
Деніел Джейкоб (англ. Daniel Jacob; 20 липня 1980, м. Сен-Жан-сюр-Рішильє, Канада) — сербський хокеїст, захисник. 
Виступав за команди: Університет Макгілла (CIS), «Сан-Антоніо Ремппідж» (АХЛ), ХК «Іннсбрук», ХК «Крістіанстад», «Войводина» (Новий Сад), «Партизан» (Белград).
У складі національної збірної Сербії учасник чемпіонатів світу 2009 (дивізіон II) і 2010 (дивізіон I). 